# American Flagg!
Az American Flagg! Howard Chaykin író és rajzoló képregénysorozata, mely 1983 és 1989 között jelent meg a First Comics kiadásában. A sorozat egyedi képi hangulatához nagyban hozzájárult Ken Bruzenak beíró munkája is. Az American Flagg! története egy disztópikus jövőben játszódik, melyben az Egyesült Államok elveszítette népessége jelentős részét és egyben nagyhatalmi pozícióját is. A kormány biztonságos távolságból, a Marsról, a Plex nevű szervezeten és a tömegmédián keresztül irányítja az országot. A képregény főhőse Reuben Flagg, egy volt televíziós pornószínész, akit miután elveszítette munkáját a Marsról a Földre, Chicagóba helyeznek át a Plex békefenntartójaként.
Howard Chaykin az American Flagg! sorozatának csak az első tizenkét, kritikailag is elismert számán dolgozott íróként és rajzolóként egy személyben. Ezt követően többnyire már csak íróként működött közre a sorozaton, valamint egy időre teljesen el is hagyta azt. A Chaykint helyettesítő írók között volt Steven Grant, J. M. DeMatteis és Alan Moore is, azonban maguk az alkotók, az olvasók és a kritikusok egybehangzó véleménye szerint egyikük sem volt képes tovább vinni a sorozat eredeti, szarkasztikus humort, kalandot és erotikát vegyítő hangulatát és szellemiségét. Chaykin nem sokkal az első, ötven részes sorozat vége előtt tért vissza az American Flagg!-hez, melynek második, tizenkét részes sorozata már az ő szerkesztői és írói felügyelete alatt jelent meg.
Több kritikus és író az American Flagg!-et Alan Moore Watchmenje és Frank Miller The Dark Knight Retrunse mellett az 1980-as évek egyik legnagyobb hatású képregényének tekinti, mely szatirikus társadalomkritikájával kiszélesítette a médium határait, és ebben a tekintetben meg is előzte Moore és Miller mérföldkőnek tekintett alkotásait. Chaykin sorozata ennek ellenére elsősorban az alkotók körében ismert, így hatása az amerikai képregényekre kevéssé köztudott az olvasók körében.

## A sorozat megszületése
Howard Chaykin az 1970-es évektől szabadúszó alkotóként dolgozott számos kisebb és nagyobb képregénykiadónak. Ebből az időszakból egyik legismertebb munkája a Marvel Comics kiadásában megjelent, az első Csillagok Háborúja film alapján készült képregénysorozat volt, melyen rajzolóként működött közre. Chaykin 1981-ben az alkotók megbecsülésének hiánya és más okok miatt két évre elhagyta a képregényipart és elsősorban regények és novellák borítórajzolójaként dolgozott. 1982-ben, az éppen alakuló First Comics nevű kicsi, független kiadó megkeresésére Chaykin, több tényezőt is figyelembe véve, úgy döntött, hogy visszatér a képregényekhez. Az újonnan alapított vállalkozás a nagy kiadók, köztük a Marvel és a DC Comics bevett eljárásával ellentétben nem sajátította ki az alkotók által létrehozott történetek és azok szereplőinek kizárólagos jogait. Ez, valamint a First meggyőző üzleti terve miatt Chaykin végül elfogadta a kiadó ajánlatát. Chaykin későbbi nyilatkozata szerint a pénznek igen fontos szerep volt a döntésében. A sorozat megháromszorozta a bevételét, amiből így ki tudta fizetni a felhalmozódott adósságait.
Az American Flagg! története nagyjából 1982-ben kezdett körvonalazódni Chaykinban, de annak különböző elemei már évek óta foglalkoztatták az alkotót. Úgy vélte, hogy ötletének megvalósítására egyetlen másik médium sem lett volna alkalmas. Az American Flagg! megalkotása jelentős változást jelentett a képregényekhez fűződő hozzáállásában és viszonyában, mivel korábban úgy érezte, hogy ezeken keresztül semmi különösebben értékes mondanivalót nem akar közvetíteni. Az American Flagg! esetében azonban úgy vélte, hogy remek alkalom, hogy hangot adjon saját gondolatainak az őt foglalkoztató társadalmi problémákról, így például a média, a televízió és a reklámok helyzetéről és az emberek életére gyakorolt hatásáról. Ebben a tekintetben bizonyos mértékig hatással voltak rá Alfred Bester Az arcnélküli ember és a Tigris! Tigris!, valamint Normal Spinrad Bug Jack Barron című műve, melyek hasonló témákat dolgoztak fel. A történet megalkotásakor emellett szintén hatással volt rá Ridley Scott nem sokkal korábban bemutatott Szárnyas fejvadász című filmje, Raymond Chandler írásai, az 1950-es, 1960-as években sugárzott Maverick és Gunsmoke című westernsorozatok, Milton Caniff Terry and the Pirates című képsora, Jack Cole Plastic Man-történetei, valamint a képregény számos erotikus jelenetének megrajzolása során a Victoria’s Secret katalógusai. Chaykin az izgalmat, a szórakoztatást és a humort tekintette a sorozat legfontosabb elemeinek.
A sorozat egyedi képi hangulatához nagyban hozzájárult Ken Bruzenak beíró munkája. Bruzenak eredetileg a Marvel Comics-nál keresett munkát, ahol Mary Jo Duffy, a Star Wars-képregénysorozat akkori szerkesztője javasolta neki, hogy keresse meg Chaykint, aki éppen beírót keresett új sorozatához. A két alkotó ugyan már régóta ismerte egymást, de kapcsolatuk nem volt barátinak mondható. Chaykinra meggyőzően hatottak Bruzenak referenciája és munkái, de mivel ekkor még nem állt készen saját sorozatának elindításával, beajánlotta Bruzenakot a kiadójánál, ahol a beíró, mielőtt megkezdhette munkáját az American Flagg!-en a Warp című sorozat első néhány számán dolgozhatott.

## Megjelenése és cselekménye
A First Comics az 1980-as években a képregények értékesítése területén kialakulóban lévő közvetlen piaci terjesztés formáját választotta kiadványai számára, mellyel megkerülte a nagykereskedőket. Az American Flagg! első száma, mint a bemutatkozó kiadó legelső kiadványainak egyike, 1983 októberében jelent meg. Chaykin sorozata eredetileg a Hard Times címet viselte volna, mely azonban végül csak az első három számban megjelenő történet címe lett.
Az American Flagg! cselekménye egy kisebb atomháború utáni válságos időszak disztópikus jövőjében, 2031-ben játszódik az Egyesült Államokban, Chicagóban. Az Államok, mint nemzet, szinte csak formálisan létezik, az ország népessége a gyorsan terjedő járványok és betegségek miatt tíz-tizenöt millióra csökkent. A civilizáció központjaivá hatalmas bevásárlóközpontok váltak, melyek azonban folyamatosan ki vannak téve a törvényen kívüli bandák támadásainak. A világ másik egykori nagyhatalma, a Szovjetunió szintén széthullott. A megüresedett hatalmi pozíciókat a baloldali Pánafrikai Liga és a jobboldali Amerikai Brazil Unió vette át. Az Egyesült Államok kormánya a Marsról, a Plex nevű szervezet segítségével irányítja az országot a médián keresztül. Howard Chaykin látomásában a hatalom a ’kenyeret és cirkuszt a népnek’-elvre épül: a Plex az Államok legfelsőbb hatósága, aminek az irányítása alá tartozik minden nagyobb és jelentősebb vállalkozás, franchise és médiajog, így például a gyorséttermi-láncok, a televíziós csatornák és a legalizált fegyver- és kábítószer-kereskedelem. A történet főszereplője egy, a Plex alkalmazásában álló harminckét éves békefenntartó, az egykori stand-up humorista, énekes és televíziós pornószínész, Reuben Flagg. A Marsról érkező férfinak új munkájában hamar rá kell döbbennie, hogy korábbi idealizmusa életképtelen Chicago korrupt környezetében. Miután felettese gyilkosság áldozatává válik Flagg megörökli annak pozícióját, és egyúttal annak kalóz televíziós csatornáját, a Q-USA-t is.
Chaykin kezdetben úgy tervezte, hogy csak az első tizenkét számon fog íróként és rajzolóként is egy személyben dolgozni. Történeteit nyitottan hagyta, utalásokat helyezve el bennük a következő, vagy későbbi cselekményszálakra. A Hard Timesot további három három részes történet, a Southern Comfort, a State of the Union és a Solidarity for Now! követte. Chaykin és Ken Bruzenak mellett, Lynn Varley, majd a második számot követően Leslie Zahler színezők dolgoztak még a sorozaton. Chaykin a sorozat ceruzarajzán és tusrajzán is egyedül dolgozott. Nyilatkozata szerint nem szeret kihúzókkal együtt dolgozni, mivel számára a ceruzaraj csak vázlat, ami csak a tus többszöri felvitele után nyeri el végleges küllemét. Az egyedül, asszisztens nélkül dolgozó Chaykin egészségi állapotát azonban hamar megviselte a feszített munkatempó, ami mellett erős dohányos is volt és alkoholproblémákkal is küszködött. A tizenkettedik szám után az alkotóra nehezedő nyomás némiképp enyhült, mikor a másodlagos történetszálak és a szereplők adatlapjai kis mértékben csökkentették a havi oldalszámot, melyet Chaykinnak határidőre le kellett adnia a kiadónak. Alkalmanként más rajzolók, Jim Sherman, Pat Broderick, Rick Burchett, Don Lomax, Joe Staton és Hilary Barta is helyettesítették. A sorozat eredeti szerkesztője, Mike Gold a 27. szám után vált meg az American Flagg!-től és egyben a First Comics-tól is, munkáját Laurel Fitch vette át. Emellett az 1985 decemberében megjelent 27. szám, melynek vendégírója Alan Moore volt, volt az első a sorozat kezdete óta, melyen Chaykin sem íróként sem rajzolóként nem közreműködött. Az American Flagg! megalkotója ezután már csak néhány számon dolgozott, majd 1986 végén, a 35.-et követően elhagyta a sorozatot, melyhez a továbbiak során csupán néhány borítórajz elkészítésével járult hozzá. A 38. számmal Fitch-et Rick Oliver váltotta le.
A füzet írója a 31. számmal Steven Grant, állandó rajzolója Mark Badger lett, Reuben Flagg békefenntartó kalandjainak oldalszáma a füzetben pedig ezzel egy időben a korábbi átlagos huszonnyolcról húszra csökkent. A fennmaradó nyolc oldalon az American Flagg! kitalált világában sugárzott televíziós sorozat hősének, Bob Violence-nek szokatlan és groteszk történetei kaptak helyet. Badger eredetileg azért kereste fel a kiadót, hogy Mike Baron korábbi ajánlatával élve rajzolóként közreműködjön az író Badger című sorozatán. A szerkesztőségbeli változások miatt ez ugyan végül nem valósult meg, de helyette Badger megkapta a Chaykin távozása utáni megüresedett rajzolói pozíciót az American Flagg!-en. Badger nyilatkozata szerint Granttel való közös munkájuk során nem találták meg a közös hangot, így javaslatára a kiadó néhány szám után J. M. DeMatteis írónak adta át a füzetet. Chaykin pikáns, kalandos és szellemes sorozata az új alkotógárda alatt inkább filozófiai kérdésekkel kezdett foglalkozni, és a Chaykin által gyakran ábrázol erotikus jelenetek is háttérbe szorultak, illetve eltűntek. „Jött Marc [DeMatteis], és elkezdte írni a Flagg anti-Chaykin változatát. Marc és az én világnézetem valószínűleg 180 fokban eltér Howardétól. Marc a kedves, stréber, érzékeny zsidó fickó, Howard pedig a nagyokos képregényes fenegyerek…” – nyilatkozta később Badger, aki maga is úgy véli, hogy DeMatteisszal való közös munkája a sorozaton igencsak szemben állt, összeférhetetlen volt annak eredeti szellemiségével. A váltás a régi olvasókból visszatetszést váltott ki. Az American Flagg! eladott példányszáma nagyjából a felére csökkent, még annak ellenére is, hogy a First Comics nagyjából az alkotói csapat lecserélődésével egy időben a kiadványai forgalmának növelése és az eladások ösztönzése érdekében öt füzetére, köztük az American Flagg!-re is példányonként tíz cent engedményt adott a viszonteladók számára. Chaykin az ekkor megjelent történeteket maga is, cselekményben és látványban egyaránt „borzalmasnak” nevezte. „Nem volt okos, nem volt ötletes, és nem nézett ki túl jól.” – nyilatkozta Chaykin, aki úgy érezte, hogy a First képtelen biztosítani az általa megalkotott sorozat megfelelő minőségét. Chaykin ebben az időben már más képregényeken dolgozott. Az 1986 novemberében megjelent American Flagg! Special első száma volt az utolsó a sorozatban, melyen íróként és rajzolóként is dolgozott. A különszám valójában csak átkötés volt Chaykin új sorozatához, a Time²-hez.
Az 1987 decemberében megjelent 46. számban a kiadó számvetést tartott a sorozat elmúlt négy évéről, és a tömeges negatív visszajelzések után bejelentette Chaykin visszatérést az American Flagg!-hez. A 47. számtól egészen az első sorozat utolsó, 50. számáig a sorozat írója Mindy Newell volt, aki Chaykin történetötletei alapján és szerkesztői felügyelete alatt dolgozott, csakúgy mint Paul Smith és Richard Ory rajzolók. A First Comics, hogy jelezze a változást, a sorozat címét Howard Chaykin’s American Flagg!-re változtatta. Chaykin a sorozat cselekményének helyszínét Amerikából Oroszországba helyezte át. Newellt John Moore váltotta fel, a sorozat rendszeres rajzolója pedig Mike Vosburg, Chaykin egyik régi barátja lett. Az American Flagg!-en továbbá Richard Ory kihúzó és Tony Van de Walle színező is közreműködött. Chaykin, akárcsak korábban Newell-lel, Moore-ral együtt dolgoztak az új történetek kidolgozásán.

## A sorozat főhőse
Az 1980-as évek legtöbb hasonló témát feldolgozó tudományos-fantasztikus alkotása, filmje, irodalmi műve és képregénye egyaránt, elmossa a hős és ellenfele közötti erkölcsi határokat, melynek során a főhőst magát is gyakran megfertőzi az, ami ellen harcol. Az American Flagg! főszereplőjében, Reuben Flaggben részben a klasszikus, megvesztegethetetlen és tántoríthatatlan szuperhős, részben pedig a meghasadt antihős jellemvonásai keverednek. Erkölcsileg közel sem olyan tiszta mint Jerry Siegel és Joe Shuster Supermanje, de nem is olyan korrupt, mint Alan Moore Komédiása. Steven Grant, a sorozat egyik korábbi írójának megítélése szerint Reuben Flagg világnézete valójában Chaykinét is képviseli. Flagg nemtörődömnek látszik, aki cinikusan és megvetően tekint a világra, de ennek ellenére nagyon komolyan veszi a munkáját. Bár a sorozat hazafias emblémája nem idegen az amerikai képregényektől, melyekben a második világháborútól kezdődően számos patrióta hős szerepelt, Reuben Flagg nem tipikusan ezek közé az igazságtevők közé tartozik. Flagg valójában nem is az Egyesült Államokban, hanem a Marson született és a Földre érkezése előtt csak szülei idealista elbeszéléseiből ismerte az országot. A szereplő, akárcsak maga Chaykin is, orosz zsidó szülők gyermeke. A Watchmen Éji Baglya és a The X-Men Magnetója mellett egyike az első nyíltan zsidóként ábrázolt szuperhőseinek, mely a képregény történetében számos konfliktus forrása is. Ez egyrészről szakítást jelent a korábbi korok képregényeinek „az amerikai hős”-képével, akinek vallása nem képezte a cselekmény tárgyát, vagy pedig nyíltan keresztény volt, másrészről pedig mélységet adott a szereplő személyiségének és annak a kitalált világnak, amiben él.
Scott Bukatman megítélése szerint Chaykin megőrizte és átültette a szuperhős műfaj kliséit és elemeit egy posztmodern formába. Bár Reuben Flagg nem tipikusan szuperhős archetípus, számos olyan adottságokkal rendelkezik, mely a mainstream álarcos igazságtevőket idézik. Flagg „szuperképessége” nem emberfeletti erejében vagy gyorsaságában nyilvánul meg, hanem abban, ahogyan az őt körülvevő világot észleli, és értelmezi az őt, és az embereket érő különböző jeleket és ingereket: tudatos szinten érzékeli, látja a televíziós műsorok tudatalatti üzeneteit, melyek egyik forrása a városban rendszeresen fellobbanó erőszaknak. Flagg, akárcsak Batman vagy Superman, ugyancsak rendelkezik saját titkos főhadiszállással, a Q-USA kalóztelevíziós csatorna stúdiójával. Frank Miller The Dark Knight Returns című képregényével ellentétben, melyben az író a társadalom széthullását egy politikailag jobboldali Batman szemszögéből mutatta be, Chaykin ezt a baloldalról teszi, mely egyben saját politikai nézetének is lenyomata. „Annak ellenére, hogy látszólagos kötelessége a fennálló rend védelme, Flagg valójában egy cinikus felforgató, aki annak ismeri fel nemzetét, ami valójában: az amerikai álom obszcén kiforgatásának, ami ugyanakkor rengeteg lehetőséget kínál a szórakozásra.” – írja Bradford W. Wright. Chaykin megfogalmazása szerint a főszereplőben az 1950-es években Henry Fonda, William Holden és James Garner által megformált hősök archetípusát akarta ötvözni. A Flagg által képviselt karakter, mely Chaykin jellemét is magában hordozta, az alkotó más, későbbi munkáiban is jellegzetes szereplőtípussá vált.

## A sorozat stílusa, környezete és motívumai
Az 1983 és 1989 között megjelent American Flagg! kitalált világa groteszk elemein kívül számos olyan „látomást” tartalmazott, így például a radikális iszlamista terroristákat, az emberek megalázására épülő valóságshowkat, a színészek számítógépek segítségével előállított szereplőkkel való helyettesítését, a fogyasztói társadalomi berendezkedés szélsőséges előretörését, a Szovjetunió összeomlását és az Amerikai Egyesült Államok nagyhatalmi pozíciójának folyamatos gyengülését, melyek közül több, bizonyos formában meg is valósult a sorozatot követő évtizedek folyamán, bár ezek az 1980-as években még nevetségesnek tűntek. Howard Chaykin nyilatkozata szerint az American Flagg! írásakor számára ezek a társalmi változások teljesen nyilvánvalónak és logikusnak tűntek az akkori állapotokat és tendenciákat figyelembe véve. Sorozata saját, és barátai élettapasztalatán alapszik, valamint a médiában töltött évek munkakörülményei és annak légköre is jelentős hatást gyakoroltak rá. Az American Flagg! azt fejezte ki, ahogyan az 1980-as években az ország akkori és jövőbeli, valamint a populáris kultúra állapotáról és helyzetéről vélekedett, így ennek tekintetében Chaykin véleménye szerint teljesen lényegtelen, hogy a sorozat „jóslatai” mennyire és milyen formában váltak valóra, vagy éppen nem, az évek során. Az American Flagg! számos humoros utalást, ironikus viccet is tartalmaz ezen, és korábbi időszakok médiajelenségeivel kapcsolatban, melyek jelentése azonban magyarázat nélkül idővel veszítettek erejükből, mivel az olvasók hamar megfeledkeztek, a későbbiek pedig már nem is tudhattak ezek létezéséről.
Chaykin a húszas éveiben barátaival legtöbb szabadidejét Manhattan Lower East Side városrészének bárjaiban töltötte és nem vetette meg az egyéjszakás kalandokat sem. Ezeknek a nihilisztikus éveknek az emléke a sorozat világában is tükröződik: az American Flagg! disztópikus jövőjében, a szélsőséges fogyasztói társadalmi berendezkedésnek köszönhetően az emberek vágyai azonnal valóra válthatóak, mely azonban gyakorlatilag életük és az emberi közösségek minden pontjára negatívan hat. A széthullott Egyesült Államok polgárai számára a civilizáció központjait a hatalmas bevásárlóközpontok jelentik, melyek egy külön város szerepét töltik be a városokon belül. A sorozat világában a faji megkülönböztetés, a szexuális irányultság szélsőséges formái, a tömeges erőszak, a nemzetközi terrorizmus, a széthullott családszerkezet, a kábítószerfogyasztás és a hajléktalanság, a „leszivárgási teória” gazdaságpolitikája, és a gigantikus mamutvállalatok politikai és társadalmi befolyása felnagyítva jelennek meg. Chaykin a képregényben ezeken a motívumokon keresztül számos utalást helyezett el az Egyesült Államok történelmének eseményeire, egészen az 1930-as évekig, a nagy gazdasági világválságig visszamenőleg. Bár a képregénynek emiatt elkerülhetetlenül politikai vetületes is van, melyben elsősorban az 1980-as évek Reagan-korszakának vad és szatirikus karikatúrája tükröződik, Chaykin mégis elsősorban egy szórakoztató, akciódús és kalandos sorozatot szeretett volna alkotni, melynek, akárcsak a mindennapi életnek, megkerülhetetlen része a politika és a szexualitás is. „Olyan képregényt szerettem volna alkotni, ami eladható a piacon anélkül, hogy összejátszana a piaccal.” – nyilatkozta Chaykin, aki szerette volna elkerülni a ponyvairodalom és a szuperhős-képregények sarkítottan, egysíkúan ábrázolt világát és szereplőit. Azt akarta, hogy az American Flagg! szereplői földhözragadtak legyenek. Hősei a népszerű amerikai képregényekben általánosan elterjedt, valószínűtlenül önzetlen és gyakran érzelmileg egy kamasz vagy gyermek reakcióit mutató álarcos igazságtevőkkel szemben felnőtt személyiséggel rendelkeznek, és akárcsak bárki más is a való életben, pénzért végzik munkájukat.
Scott Bukatman, a Stanford Egyetem professzorának megítélése szerint Chaykin az American Flagg!-ben igen elmés módon mutatja be a média és a kormány összefonódását. A Plex egyetlen célja a Földön, hogy egy valódi kormány látszatát fenntartva kiárusítsa az országot, és így minél nagyobb nyereségre tegyen szert. A lakosságot a fennálló rendről és stabilitásról a média eszközével győzi meg és manipulálja, akikben így a valódi folyamatok alig, vagy egyáltalán nem tudatosulnak. A Plex, mintegy az „automatikus barbarizáció” mechanizmusának részeként pénzzel, fegyverrel, valamint a televíziós programokba elrejtett, erőszakra ösztönző tudatalatti üzenetekkel még ösztönzi, támogatja is a rendszeresen fellobbanó bandaháborúkat, amiket valóságshow formájában értékesít. Chaykin a túlburjánzó fogyasztói társadalmi berendezkedést a szereplők közötti dialógusokba és narratívákba is beépítette, ezzel is szemléltetve annak mindent átszövő hatását. A képregényben Chaykin a fogamzásgátlótól egészen a tömegoszlató eszközökig mindent magával a termék nevével jelöl meg, és még a védjegyi oltalomra figyelmeztető „TM” jelölést is feltünteti. Chaykin nyíltan vállalta, hogy idegenkedett a gazdagoktól, és ez a sorozatban is tetten érhető. Felfogása szerint a túlburjánzó fogyasztói társadalmi berendezkedés hatalmat és eszközt ad a pénzügyi elit kezébe, melyen keresztül befolyásolhatja a szegényebb középosztályt. „Az American Flagg! egy olyan kultúrát mutat be, melyet a képek uralnak, egy kultúrát, mely engedi, hogy a képek egy teljes és megnyugtató, de alapvetően hamis képet teremtsenek magukról.” – írja könyvében Bukatman.
Daniel F. Yezbick tanulmányában úgy véli, hogy az American Flagg!-ben a szex, a stílus és a történet vívja harcát a felsőbbségért. A képregény cselekményének fontos eleme a szexualitás, melynek ábrázolása ellen Chaykinnak semmilyen erkölcsi ellenérzése sem volt, tekintettel arra, hogy a szex saját életének is lényeges részét képezte. Ennek ellenére a sorozatban kerülte az explicit, mindent feltáró meztelenséget. Az alkotó későbbi nyilatkozatában úgy vélte, hogy az 1970-es és 1980-as években a szex sokkal fontosabb része volt az emberek mindennapi életének, mint az azt követő időszakban. Az American Flagg! erotikus jeleneteihez Woody Allen filmje voltak rá a legnagyobb hatással, melyekben a filmrendező-színész a legszebb nőkkel feküdt le. „…a nők szeretik a filmcsillagokat, Reuben Flagg pedig pontosan ez volt, a nagy sztár.” – nyilatkozta Chaykin a sorozat főhősének a képregény női szereplői körében aratott sikerével kapcsolatban. Jeffrey Kahan és Stanley Stewart Caped Crusaders 101 című könyvükbe Reuben Flagget az első „szuperszexuális hősnek” nevezik a képregények történetében. Akárcsak a filmiparban, az American Flagg!-ben is, bár a női meztelenség igen gyakori, a teljesen ruhátlan férfi test ábrázolása nem jellemző rá. Kahan és Stewart ezt meglehetősen ellentmondásosnak tartják a főhős jellemét és múltját tekintve, aki a Földre való érkezése előtt egy televíziós pornósorozat sztárja volt. A pornográf filmalkotásokban általában a szexuális aktus végén a férfi a nő testére vagy arcára ejakulál, mely jelenetet a rendezők megismételve vagy lassítva hangsúlyoznak ki. Ebben a tekintetben maga a cselekedet és magának a hímvesszőnek a mérete lényegi tényező. Ezzel szemben Flagg ennél mindig jóval diszkrétebb helyzetben látható, hímvesszője minden esetben takarásban van. Yezbick ezzel szemben kiemeli, hogy Chaykin sem Flagg-get, sem pedig a képregény más szeretőjét nem ábrázolta nemi szerveiket feltáró meztelenséggel, olykor pedig csak a szereplők arckifejezéseivel sugallta szexuális cselekményt, mely így csak az olvasó gondolataiban elevenedik meg. Kahan és Stewart emellett megkérdőjelezik Flagg valódi szexuális irányultságát is, figyelembe véve azt, hogy a szereplő milyen abszurd és önromboló tettekre hajlandó, hogy saját férfi mivoltát bizonyítsa.

## Képi világa
Howard Chaykin a képregény megrajzolásakor CraftTint kétárnyalatú papíron dolgozott. Ennek sajátossága, hogy papír felületére gyárilag pöttyöket, vonalakat, és egyéb más textúrákat nyomtattak, melyek különböző anyagok hatására elszíneződnek és válnak láthatóvá a nyomdai fénymásolók számára. Ezzel az eljárással Chaykin további mélységet, textúrát és árnyékhatást adott rajzainak, és bizonyos esetekben ezzel a módszerrel a panelek teljes hátterének sziluettjét is képes volt megalkotni. A CraftTint, valamint a hozzá hasonló DuoTone papírokat idővel a személyi számítógép, a rajzszoftverek és az újabb nyomtatási technikák gyakorlatilag teljesen kiszorították képregényiparból. Mike Vosburg, az American Flagg! 1988 és 1989 között megjelenő második sorozatának rajzolója kétárnyalatú papír használatával Chaykin rajzstílusát próbálta utánozni az eredeti hangulat megőrzése érdekében. Vosburg nyilatkozata szerint ez a módszer egy idő után igen körülményessé és inkább csak korlátozó tényezővé vált a munkafolyamat során: a tusrajz elkészítésekor igen vastagon kellett dolgozni, hogy az összhangba kerüljön a papír textúrájának árnyalatával, a színezéskor ezek a textúrák pedig már inkább terhessé is váltak. Mindezek ellenére Vosburg úgy nyilatkozott, hogy értékes tapasztalatokat szerzett a kétárnyalatú papírral való munka során. A sorozat képi világa, akárcsak maga a főhős, Reuben Flagg is, a klasszikus színpompás szuperhős képregények és korának újító jellegű, valóságosabb, sötétebb és árnyaltabb műveinek.
A sorozat egyedi képi hangulatához nagyban hozzájárult Ken Bruzenak beíró munkája, mely tökéletesen kiegészítette Chaykin rajzait. Bruzenak munkája jóval túlmutatott a képregény szóbuborékjainak szöveggel való megtöltésén. A hanghatásokat nem pusztán a hang érzékeltetésére használta, hanem magának a jelenetnek a részévé, hátterévé, a hangot kiadó tárgy, mint például egy közlekedési eszköz mozgását érzékeltető eszközévé is tette. Chaykin véleménye szerint Bruzenak elsőként alkalmazott olyan szóképeket, melyek a modern képregények bevett eszközeivé váltak. Bruzenak szintén figyelemreméltó munkát végzett a sorozatban feltűnő számos logó és felirat megtervezésével, beleértve magát az American Flagg! borítólogóját is. Chaykin képregénye rengeteg szöveget és hatalmas mennyiségű különböző logót, jelzést és reklámszöveget igényelt Bruzenaktól, melyek nem ritkán a panelek jelentős részét töltötték ki. Chaykin emiatt egyre kevésbé részletgazdag ceruzarajzokat készített. A kétárnyalatú papír miatt Bruzenaknak filctollal kellett végeznie munkáját. A szövegek a képregény szerves részévé és stíluselemévé váltak, ami szoros közös munkát igényelt a két alkotó között. A szóbuborékok beírása kézi munka volt, de idővel a nyomdai betűk használata is szükségessé vált, aminek költségei a kezdeti 250 dollárról idővel a 700-at is elérte. „Ő és én különböző anyák ikerfivérei vagyunk…” – jellemezte Chaykin Bruzenakkal való közös munkájukat.
Chaykin az American Flagg!-ben a képregényekben gyakran alkalmazott, a filmek narrációs stílust idéző technikákat a televízió eszközeire cserélte fel. Ennek szerepe összhangban áll Jim Hoberman filmkritikus megfogalmazásával, mely szerint „a filmek események; a televízió egy folyamat, és akárcsak a massza, minden irányban elterül”. Chaykin megszerkesztett egy olyan, egy televíziós interjút formáját idéző ismertető rendszert, melynek segítségével néhány oldalon úgy összefoglalhatta össze a korábbi szám tartalmát, hogy az sorozat szerkezetébe tökéletesen illeszkedjen.
Az American Flagg! világának szereplőit életük során az őket körülvevő hatalmas kijelzőkön, képernyőkön keresztül valósággal elárasztják a hirdetések, propagandafilmek és számtalan más vizuális jel. A képregény médiumának sajátosságai, a panelek, szövegek és feliratok elrendezésének technikái egyedi lehetőséget biztosítottak Chaykin számára ennek a zsibongó, az emberek felé áradó, feldolgozhatatlan mennyiségű ingernek fizikai és kézzelfogható formában való ábrázolására. Chaykin rajzai szándékosan árasztják el az olvasót hatalmas mennyiségű feldolgozatlan és rendszerezetlen információval. A történetben elszórt reklámok és különböző hanghatások szintén növelik ezt a zavart, mellyel a jövő túlstimulált emberének világát akarta megeleveníti. Hangokkal ugyan nem dolgozhatott, de azok képi megjelenítésével, elrendezésével és formájával hasonló hatást tudott elérni, mely megtöri, akadályozza az összpontosítás képességét az olvasóban. Chaykin úttörő módon elhagyta az amerikai képregényekben megszokott oldalankénti hat paneles elrendezést. Az American Flagg!-ben a képkockák egymásba folynak és átfedik egymást.
Chaykinra a képregény borítóinak elkészítésekor nagy hatással volt a 20. század első felének plakátművészete, elsősorban a német és olasz fasiszta plakátok, azok erőteljes, intenzív ábrázolásmódja miatt. Nyilatkozata szerint nagy rajongója Ludwig Holhein munkáinak.

## Megítélése és jelentősége
Az American Flagg! 1984-ben hétszer nyerte el a brit képregényolvasók szavazatai alapján adományozott Eagle-díjat, 1985-ben pedig kétszer. A sorozat volt az első képregény, mely a kiemelkedő tudományos-fantasztikus művekért járó Nebula-díj jelöltjei között volt. Ennek ellenére gazdasági szempontból a sorozat kevésbé volt sikeres mint kritikai megítélésben. Howard Chaykin nyilatkozta szerint az American Flagg! volt ez első olyan műve, melyen valóban tükröződött teljes szakmai elkötelezettsége a munkája iránt. Ez hatással volt későbbi alkotásai minőségére és arra, ahogyan azokhoz viszonyult. Véleménye szerint ez a hozzáállása segítette hozzá szakmai előrelépéséhez, valamint ahhoz, hogy más területen is, így például, hogy televíziós filmek és sorozatok forgatókönyvírójaként is dolgozhatott és elismerést szerezhetett.
Steven Grant megítélése szerint Chaykin munkássága az American Flagg!-en, elsősorban az első tizenkét számon, mely önmagukban egy kerek történetet tesz ki, a legjelentősebb képregényalkotók özé emelte. „A sorozat brilinás keveréke a politikai cselszövésnek, a szexuális politikának, az olykor komikus, olykor elrettentő erőszaknak, a kulturális ikonográfiának, az elbeszélés újító jellegű fogásainak, melyek szinte közhelyszerűen ismétlődnek, a párbeszédek, a szövegbuborékok és hanghatások hatékony alkalmazásának, az információ tömörítésének, a csípős társadalmi kritikának és szatírának, és egy nagyon ravasz, szinte állandóan jelenlevő humornak (bár ez csak azon olvasók számára érthető, akik tisztában vannak annak összefüggéseivel és utalásaival a valós világ dolgaira)” – írja Steven Grant, aki minden idők egyik legnagyobb hatású amerikai képregénynek tekinti a sorozatot. Mark Badger, a sorozat korábbi rajzolójának Granttével egybehangzó véleménye szerint az American Flagg! első tizenkét száma a sorozat legkiemelkedőbb részét képezi. Megítélése szerint A Chaykint követő alkotók nem voltak képesek ennek szellemében továbbvinni a történetet. Az American Flagg! első tizenkét számában megjelent történet, és az azt követők között alapvető különbségek vannak. Grant megítélése szerint az ezekben a számokban Chakyn által demonstrált világépítési technika egyenrangú Alan Moore kritikailag elismert Watchmenjével is. A későbbi számokban a cselekmény világa és a szereplők háttere, személyisége is kiszélesedik, mely felhígította a sorozatot. Grant véleménye szerint a sorozat új, Chakyint követő alkotói, beleértve önmagát is, képtelenek voltak megragadni a sorozat lényegét. Erre még azok a rajzolók sem voltak képesek, akik közvetlenül Chaykin szkriptje alapján dolgoztak. Ez döntő tényezője volt annak, amiért az olvasók, akik korábban többet akartak a sorozatból, Chaykin távozása után elpártoltak tőle.
Az American Flagg!-et, melynek hangulata és a kor mainstream képregényeitől eltérő kialakítása forradalminak számított az 1980-as évek elején. A művet újításai miatt gyakran a képregények Aranypolgárjaként is emlegetik. A Chaykin által, egyedi stílusával megalkotott társadalmi és politikai szatíra egybeesett, illetve megelőzte Alan Moore és Frank Miller hasonló témakörben született, és kritikailag szintén elismert és szélesebb körben ismert munkáit. A sorozat hatását az amerikai képregényre többen Moore Watchmen és Miller The Dark Knight Returns című műveivel egyenértékűnek tekintik, bár Augie De Blieck Jr., a Comic Book Resources Pipeline című rovatának írója szerint Chaykin rajzstílusa, összehasonlítva későbbi munkáival, még tapasztalatlanságát és némiképp magabiztosságának hiányát türközi, melyben erőltetetten próbált realisztikus lenni. Bradford W. Wright megítélése szerint Alan Moore, Frank Miller és Howard Chaykin munkásságukkal az 1980-as években kiszélesítették a képregény és a szuperhős műfaj irodalmi határait.
Maga Chaykin úgy véli, hogy bár az American Flagg! megjelenésekor viszonylag sikeresnek volt mondható, de mivel egy kicsi, független kiadó gondozásában jelent meg, nem tudott olyan széles olvasóközönséget megcélozni, mint a DC Comics vagy a Marvel, így a sorozat hatása inkább csak láthatatlan és lappangó, igazán csak a képregényiparban dolgozók figyeltek fel rá. Az, hogy a sorozat valójában soha nem vált olyan széles körben ünnepelt alkotássá mint Moore vagy Miller munkái, több magyarázat is lehetséges: Az American Flagg! nem az amerikai képregényipar „fejőstehene”, a már kiépített piaccal rendelkező szuperhős műfaj képviselője volt. Chaykin már a sorozat megjelenése közben, illetve vége után továbblépett, érdeklődése más képregénytörténetek és a televíziós forgatókönyvírás felé fordult.

## Gyűjteménykötetek és kapcsolódó kiadványok
A First Comics rövid, mindössze tizenkét éves fennállása során csak az American Flagg! első kilenc számát adta ki három gyűjteménykötet formájában. A kiadó megszűnése után ezek a kiadványok hamar eltűntek a piacról. A Dynamic Forces 2004 januárjában jelentette be szándékát, hogy húsz évvel a sorozat eredeti megjelenés után ismét kiadja az American Flagg! első tizenkét számát egy gyűjteménykötetben. A Dynamic Forces és az Image Comics közös kötete azonban végül csak 2008-ban jelent meg. A kiadást nehezítette, hogy sem Howard Chaykin eredeti rajzai, sem pedig a korabeli gyűjteménykötetek nyomdai fénymásolatai sem álltak a kiadók rendelkezésére. Erik Larsen, az Image egyik alapítójának nyilatkozata szerint azonban még ha meg is lett volna Chaykin összes eredeti rajza, azok valószínűleg használhatatlanok lettek volna. Az alkotó ugyanis filctollal dolgozott, aminek a színe idővel teljesen megváltozik, különösen a Chaykin által használt kétárnyalatú papíron. A First Comics egyik ügyvédje ugyan állítása szerint rendelkezett az eredeti fénymásolatokkal, de nem tudott megegyezni a kiadókkal. Larsen végül úgy döntött, hogy az 1980-as években kiadott füzetekből fognak dolgozni. A munkát tovább nehezítette, hogy Chaykin és Ken Bruzenak a különböző szövegeket és hanghatásokat a képregény rajzainak szerves részévé tették. A beszkennelt képregényoldalakról digitális technika segítségével teljesen el kellett távolítani a színeket, majd újraszínezni azokat, néhány helyen pedig a szöveget is le kellett cserélni. A munka során nehéz volt megtalálni az egyensúly, hogy az új kiadás hű maradjon az eredetihez, de ugyanakkor a digitálisan helyreállított változat modernségét is tükrözze. Maga Chaykin teljesen kivonta magát műve restaurálása alól, mivel jobbnak látta ha nem foglal állás a vitás kérdésekben. „…akkor fogom elhinni, hogy valóban megjelent, ha már egy példány a kezemben lesz és éppen dedikálom valakinek.” – nyilatkozta az író az elhúzódó munkafolyamattal kapcsolatban. A kötet kinézettét Chip Kidd tervezte meg, előszavát az Pulitzer-díjas író, Michael Chabon, utószavát Jim Lee képregényrajzoló írta. Az eredetileg a sorozat első tizenkét száma számára tervezett kötetbe végül az American Flagg! tizenharmadik és tizennegyedik száma is helyet kapott, valamint a kiadás számára Chaykin Bruzenak és Brian Haberlin színező közreműködésével egy további történetet is készített.
Howard Chaykin 2009-ben, a rászoruló képregényalkotók megsegítésére létrehozott nonprofit szervezet, a The Hero Initiative által adománygyűjtő céllal kiadott Hero Comics című antológia számára, Edgar Delgado színező közreműködésével készített egy öt oldalas történetet Reuben Flagg főszereplésével. A rövid történet témája a hírnév volt.